# Lepidium crenatum
Lepidium crenatum là một loài thực vật có hoa trong họ Cải. Loài này được (Greene) Rydb. mô tả khoa học đầu tiên năm 1906.